# مردی در لباس خاکستری
مردی در لباس خاکستری (به انگلیسی: The Man in the Gray Flannel Suit) یک فیلم درام آمریکایی است که بر اساس رمانی به همین نام نوشته اسلون ویلسون در سال ۱۹۵۶ ساخته شده‌است.